# Calliandra hirtiflora
Calliandra hirtiflora är en ärtväxtart som beskrevs av George Bentham. Calliandra hirtiflora ingår i släktet Calliandra och familjen ärtväxter.

## Underarter
Arten delas in i följande underarter:
- C. h. hirtiflora
- C. h. ripicola